# Prestel Verlag
Prestel ist ein deutscher Bildband-, Kunstbuch- und Kinderbuchverlag mit Sitz in München. Seine Geschichte geht zurück auf die seit 1774 bestehende Kunsthandlung F. A. C. Prestel. Der Verlag wurde 1924 von Hermann Loeb in Frankfurt am Main gegründet. Seit 2008 gehört Prestel zur Verlagsgruppe Random House (heute Penguin Random House Verlagsgruppe genannt) des Bertelsmann-Konzerns. Er ist Teil der Bertelsmann Content Alliance. Für seine gestalterische und lektorische Arbeit wurde der Verlag mehrfach ausgezeichnet.

## Geschichte
1774 gründete Johann Gottlieb Prestel in Nürnberg eine Kunsthandlung, die sich zur Kunstgalerie entwickelte und 1783 nach Frankfurt am Main verlegt wurde. Ende des 19. Jahrhunderts wandelte einer seiner Erben den Betrieb in ein Auktionshaus um, das 1910 der Antiquar Albert Voigtländer-Tetzner erwarb. In den 1920er Jahren wurde schließlich der Prestel Verlag vom restlichen Unternehmen getrennt. Der Kunsthistoriker Hermann Loeb kaufte seine Bestände und ließ am 18. Juli 1924 die Prestel-Verlags GmbH ins Handelsregister eintragen. 1933 zwangen die Nationalsozialisten Loeb, den Verlag an einen seiner Mitarbeiter zu verkaufen. Im Schweizer Exil gründete er den Holbein Verlag, der eng mit Prestel kooperierte und ebenfalls Werke in dessen Namen veröffentlichte. Das Frankfurter Stammhaus, dessen Inhaber als Offizier reaktiviert wurde, geriet Ende der 1930er Jahre in gravierende wirtschaftliche Schwierigkeiten. Der Betrieb konnte nur mit finanzieller Unterstützung einer Augsburger Papiergroßhandlung aufrechterhalten werden.
Daraufhin wurde der Prestel Verlag an den Aachener Juristen Paul Capellmann veräußert, der das Unternehmen 1940 in eine Kommanditgesellschaft mit Sitz in München umwandelte. Die in Leipzig gelagerten Bücherbestände und das Büro in München fielen dem Zweiten Weltkrieg zum Opfer. Am 15. Februar 1945 verfügte die Reichsschrifttumskammer die Schließung des Prestel Verlags.
Nach Ende des Zweiten Weltkriegs nahm das Ehepaar Paul Capellmann und Georgette, geb. Talbot, den Verlagsbetrieb in Gmund am Tegernsee wieder auf. 1946 wurde Gustav Stresow zum Leiter des Prestel Verlags berufen. Beim Wiederaufbau beriet ihn unter anderem auch Hermann Loeb. 1950 verließ der Prestel Verlag Gmund und bezog Geschäftsräume einer Druckerei in München. Nach ersten Misserfolgen entwickelte sich Prestel unter Gustav Stresow zu einem bedeutenden Verlag für Reiseliteratur, die Kunstwissenschaft und bildende Kunst. 1977 trat Jürgen Tesch als Gesellschafter und Verlagsleiter in das Unternehmen ein. Unter seiner Führung entstanden die Tochtergesellschaften in London und New York City, außerdem erweiterte er das Programm beispielsweise um Architekturführer und Ausstellungskataloge. 1999 kam es zu einer Veränderung der Gesellschafterstruktur des Verlags: Die Frankfurter Allgemeine Zeitung (FAZ) übernahm die Anteile von Nadine Capellmann Biffar und Gina Capellmann-Lütkemeier, den Enkelinnen von Paul Capellmann, sowie einen Teil der Anteile von Jürgen Tesch. Letzterer blieb zunächst als geschäftsführender Gesellschafter und verantwortlicher Verleger mit 40 % an der Prestel-Verlag GmbH & Co. KG beteiligt. 2005 kaufte die FAZ Tesch auch seine restlichen Anteile am Prestel Verlag ab.
Ende 2005 entschied die FAZ, sich von ihren Buchverlagen zu trennen. Die Deutsche Verlags-Anstalt sowie die Verlage Kösel und Manesse wurden an die zu Bertelsmann gehörende Verlagsgruppe Random House veräußert. Prestel und die Beteiligung am dtv-Verlag blieben zunächst bei der FAZ. 2006 verkaufte die FAZ den Prestel Verlag schließlich auch. Neue Gesellschafter wurden die Verleger des Christian Verlags, von Frederking & Thaler und area, Martin Dort und Johannes Heyne und der Prestel-Geschäftsführer Jürgen Krieger. Mitte 2008 gab die Verlagsgruppe Random House des Bertelsmann-Konzerns dann die Übernahme des Prestel Verlags bekannt. Martin Dort und Johannes Heyne schieden aus dem Unternehmen aus, Jürgen Krieger blieb als Verleger. Krieger forcierte die Internationalisierung des Verlags. Er trennte die Verkaufsbüros in London und New York City vom Verlag ab und gliederte sie in kleine selbstständige Verlagseinheiten aus. Im Rahmen der Integration von Prestel in die Verlagsgruppe Random House wurde die Prestel-Verlag GmbH & Co. KG 2009 aus dem Handelsregister gelöscht. Random House erklärte, der Verlag solle unter dem Dach der Verlagsgruppe weitgehend selbstständig arbeiten.
2010 übernahm Christian Rieker die Leitung von Prestel. Er stärkte das Kinderbuch- und Geschenkbuchprogramm und richtete das Verlagsprogramm verstärkt auf Lifestyle-Themen aus. Nachdem bereits der Katalog zur ersten documenta 1955 bei Prestel erschienen war, arbeitete der Verlag 2017 wieder mit der Kasseler Kunstschau zusammen.

## Programm

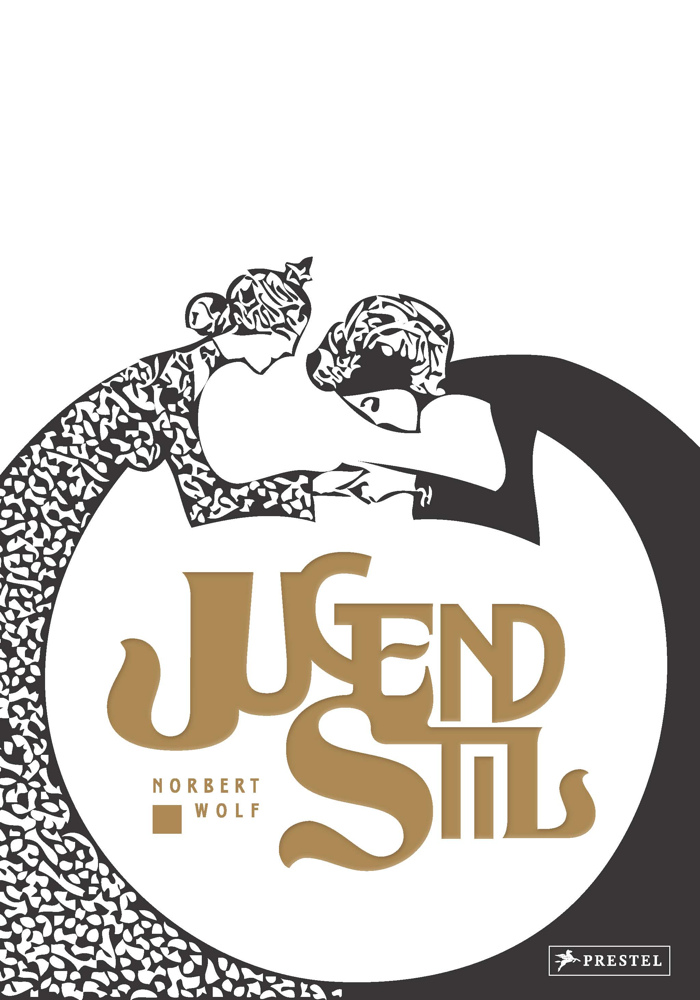
Cover von „Jugendstil“ (Norbert Wolf, 2011)

Alben und Kunstmappen waren Anfang des 20. Jahrhunderts stark gefragt. Herman Loeb erwarb die Bestände von F. A. C. Prestel, um unter anderem Faksimiles alter Meister herstellen und verkaufen zu können. Bei der ersten Publikation des Prestel Verlags handelte es sich um eine Mappe mit Niederländer-Zeichnungen der Hamburger Kunsthalle. Derartige Werke waren vor allem für Sammler und Wissenschaftler in Deutschland und den Vereinigten Staaten bestimmt. Um einbrechenden Verkaufszahlen zu begegnen, startete Hermann Loeb 1933 schließlich eine neue preiswerte Kunstbuchreihe. Der erste Band der Prestel-Bücher war das Zeichnungsbuch „Altdeutsche Meister“ von Edmund Schilling. Dadurch öffnete sich der Verlag einem breiteren Publikum.
Gustav Stresow setzte nach dem Zweiten Weltkrieg die für den Verlag charakteristische Gestaltungsarbeit fort. Mit Reisebänden und Landschaftsbüchern, Städtemonographien und Faksimiles mittelalterlicher und frühneuzeitlicher Buchkunstwerke steigerte Prestel sowohl Ansehen als auch Absatz. Die 1956 von Ludwig Grote gestartete Reihe „Bilder aus deutscher Vergangenheit“ kam auf mehr als 30 Bände, „Studien und Materialien zur Kunst des 19. Jahrhunderts“ (ab 1965) sogar auf über 80. Stresows Nachfolger Jürgen Tesch erweiterte das Programm vor allem im Bereich der Architektur. 1985 erschien anlässlich der Eröffnung des Pariser Musée Picasso der erste Museumsführer. Da große Museen immer häufiger Ausstellungen anboten, wurden deren Kataloge ein fester Bestandteil des Programms. In Zusammenarbeit mit renommierten Kunstwissenschaftlern entstanden mehrere Werkkataloge, beispielsweise von Caspar David Friedrich in Kooperation mit dem Schweizerischen Institut für Kunstwissenschaft.
Seit den 1990er Jahren gehören auch Kinder- und Jugendbücher zum Angebot von Prestel, die unter dem Label Prestel Junior erscheinen. Seit den 2010er Jahren hat der Verlag sein Profil zunehmend um Lifestyle-Themen wie Mode, populäre Fotografie, Genuss und Design erweitert. Gleichzeitig blieben Kunstkataloge aber eine zentrale Säule des Verlages, um die sich Bildbände zu Fotokunst und Architektur sowie Museumsführer gruppieren. Etwa die Hälfte der rund 200 Novitäten im Jahr erscheinen auf Englisch und werden von Prestel Publishing weltweit vertrieben.